# Mandativu
Mandativu (en tamil: மண்டைதீவு; también escrito como  Mandaitheevu) es el nombre de una pequeña isla frente a la costa de Sri Lanka dominada por la minoría tamil, en la península de Jaffna en el norte del país asiático de Sri Lanka. Está conectada con tierra firme por un terraplén o calzada. La Marina de ese país estableció bases en ella en 2011.